# Amparo Paes Landim
Maria do Amparo Paulo Paes Landim, ou apenas Amparo Paes Landim, (São João do Piauí, 8 de novembro de 1950) é uma professora e política brasileira, outrora deputada estadual pelo Piauí.

## Dados biográficos
Filho de Francisco Antônio Paes Landim Neto e Natália Ferreira Paes Landim. Professora da rede estadual de ensino, baseou sua carreira em São João do Piauí, onde foi presidente do Serviço Social do Município, secretária municipal de Educação do município e diretora da XII Regional de Educação. Primeira suplente de deputado estadual pelo DEM em 2010, foi efetivada após a eleição de Firmino Filho para prefeito de Teresina em 2012, quando já estava no PSD. No governo Moraes Souza Filho foi secretária de Mineração.
Irmã de José Francisco Paes Landim, Luiz Gonzaga Paes Landim, Paulo Henrique Paes Landim, Murilo Paes Landim e Raimundo Vaz da Costa Neto, este esposo de Josefina Costa, que em 1970 tornou-se a primeira deputada estadual do Piauí.